# 1966–1967-es kupagyőztesek Európa-kupája
A KEK 1966–1967-es szezonja volt a kupa hetedik kiírása. A győztes a német FC Bayern München lett, miután a döntőben hosszabbítás után 1–0-ra legyőzte a Rangers FC csapatát.
A Rába ETO a negyeddöntőig jutott, ahol a belga Standard Liège ellen kapott ki összesítésben 3–2-re.

## Selejtező
| 1. csapat | Össz. | 2. csapat      | 1. mérk. | 2. mérk. |
| --------- | ----- | -------------- | -------- | -------- |
| Valur     | 2–9   | Standard Liège | 1–1      | 1–8      |

## Első forduló
| 1. csapat          | Össz.    | 2. csapat            | 1. mérk. | 2. mérk. |
| ------------------ | -------- | -------------------- | -------- | -------- |
| OFK Beograd        | 1–6      | FK Szpartak Moszkva  | 1–3      | 0–3      |
| SK Rapid Wien      | 9–3      | Galatasaray SK       | 4–0      | 5–3      |
| Shamrock Rovers    | 8–2      | Spora Luxembourg     | 4–1      | 4–1      |
| TJ Tatran Prešov   | 0–3      | FC Bayern München    | 0–1      | 0–2      |
| ACF Fiorentina     | 3–4      | Győri Vasas ETO      | 1–0      | 2–4      |
| AÉK FC             | 2–4      | SC Braga             | 0–1      | 2–3      |
| BSG Chemie Leipzig | 5–2      | Legia Warszawa       | 3–0      | 2–2      |
| Standard Liège     | 6–1      | Apóllon Lemeszú      | 5–1      | 1–0      |
| Servette           | 3–2      | ÅIFK Turku           | 1–1      | 2–1      |
| Floriana           | 1–7      | Sparta Rotterdam     | 1–1      | 0–6      |
| RC Strasbourg      | 2–1      | FC Steaua București  | 1–0      | 1–1      |
| Swansea Town       | 1–5      | PFK Szlavija Szofija | 1–1      | 0–4      |
| Glentoran FC       | 1–5      | Rangers FC           | 1–1      | 0–4      |
| Borussia Dortmund  | Erőnyerő |                      |          |          |
| Skeid Fotball      | 4–5      | Real Zaragoza        | 3–2      | 1–3      |
| Aalborg BK         | 1–2      | Everton FC           | 0–0      | 1–2      |

## Második forduló
| 1. csapat           | Össz.     | 2. csapat            | 1. mérk. | 2. mérk. |
| ------------------- | --------- | -------------------- | -------- | -------- |
| FK Szpartak Moszkva | 1–2       | SK Rapid Wien        | 1–1      | 0–1      |
| Shamrock Rovers     | 3–4       | FC Bayern München    | 1–1      | 2–3      |
| Győri Vasas ETO     | 3–2       | SC Braga             | 3–0      | 0–2      |
| BSG Chemie Leipzig  | 2–2 (ig.) | Standard Liège       | 2–1      | 0–1      |
| Servette FC         | 2–1       | Sparta Rotterdam     | 2–0      | 0–1      |
| RC Strasbourg       | 1–2       | PFK Szlavija Szofija | 1–0      | 0–2      |
| Rangers FC          | 2–1       | Borussia Dortmund    | 2–1      | 0–0      |
| Real Zaragoza       | 2–1       | Everton FC           | 2–0      | 0–1      |

## Negyeddöntő
| 1. csapat       | Össz.             | 2. csapat            | 1. mérk. | 2. mérk.   |
| --------------- | ----------------- | -------------------- | -------- | ---------- |
| SK Rapid Wien   | 1–2               | FC Bayern München    | 1–0      | 0–2 (h.u.) |
| Győri Vasas ETO | 2–3               | Standard Liège       | 2–1      | 0–2        |
| Servette FC     | 1–3               | PFK Szlavija Szofija | 1–0      | 0–3        |
| Rangers FC      | 2–2 (sorsolással) | Real Zaragoza        | 2–0      | 0–2        |

## Elődöntő
| 1. csapat            | Össz. | 2. csapat      | 1. mérk. | 2. mérk. |
| -------------------- | ----- | -------------- | -------- | -------- |
| FC Bayern München    | 5–1   | Standard Liège | 2–0      | 3–1      |
| PFK Szlavija Szofija | 0–2   | Rangers FC     | 0–1      | 0–1      |

## Döntő
| 1967. május 31. 19:30 |

| Bayern München | 1–0 (h. u.)     | Rangers |
| -------------- | --------------- | ------- |
| Roth 109'      | (0–0, 0–0, 0–0) |         |

| Nürnbergerstadion, Nürnberg Nézőszám: 69 480 Játékvezető: Concetto Lo Bello (olasz) |

| Az 1966–1967-es kupagyőztesek Európa-kupája győztese |
| ---------------------------------------------------- |
| Bayern München 1. cím                                |